# Kimi Koi Limit
Kimi Koi Limit (яп. キミ恋リミット Предел твоей любви) — японская юри-манга, нарисованная мангакой Мото Момоно, выпускающаяся компанией Ichijinsha в ежемесячном журнале Comic Yuri Hime.

## Сюжет
Соно Икэда давно питает любовные чувства к своей однокласснице Сатоми Ягами. По окончании старшей школы она Соно признаётся Сатоми в любви, однако та отвергла её чувства. Тем не менее Соно не теряет уверенности в себе и решает бороться за своё счастье. Соно приезжает в Токио, где её возлюбленная поступила на обучение в университет. В клубе города она встречается с девушкой по имени Хироки Ягами, с которой у неё складываются интимные отношения. Однако Соно не может забыть Сатоми и во время секса с Хироки, она выкрикивает её имя, после чего девушка выгоняет её. Бродя по холодным улицам города, Соно волей судьбы встречается с Сатоми и девушки начинают жить вместе. В конце истории Соно и Сатоми признаются друг другу в любви и девушки начали встречаться.

## Персонажи
- Соно Икэда (яп. 池田園 Ikeda Sono) — главная героиня истории. Долгое время питала любовные чувства к своей однокласснице Сатоми Ягами и окончив старшую школу призналась ей в любви, но была отвергнута. Не теряя надежды она приезжает в Токио, в надежде встретиться с возлюбленной. Состояла в интимных отношениях с Хироки. В конце истории ей удаётся завоевать сердце Сатоми, после чего девушки начали жить вместе.
- Сатоми Ягами (яп. 矢上さとみ Yagami Satomi) — бывшая одноклассница Соно и её подруга. После того как Соно призналась ей в любви, Сатоми отвергла её чувства, так как считала подобные отношения странными. Будучи студенткой Токийского университета, снова встретилась с Соно и приютила её к себе. Позже поняла что любит Соно и признавшись ей в своих истинных чувствах, начала с ней встречаться.
- Хироки Ягами (яп. 矢上浩子 Yagami Hiroko) — двоюродная сестра Сатоми и студентка Токийского университета. Хироки открытая лесбиянка. В свободное время посещает клубы. Познакомившись с Соно влюбилась в неё. В конце истории поняла что их любовь не взаимна и отдала Соно под опеку Сатоми, попросив чтобы они были счастливы.